# Douglas Hurley

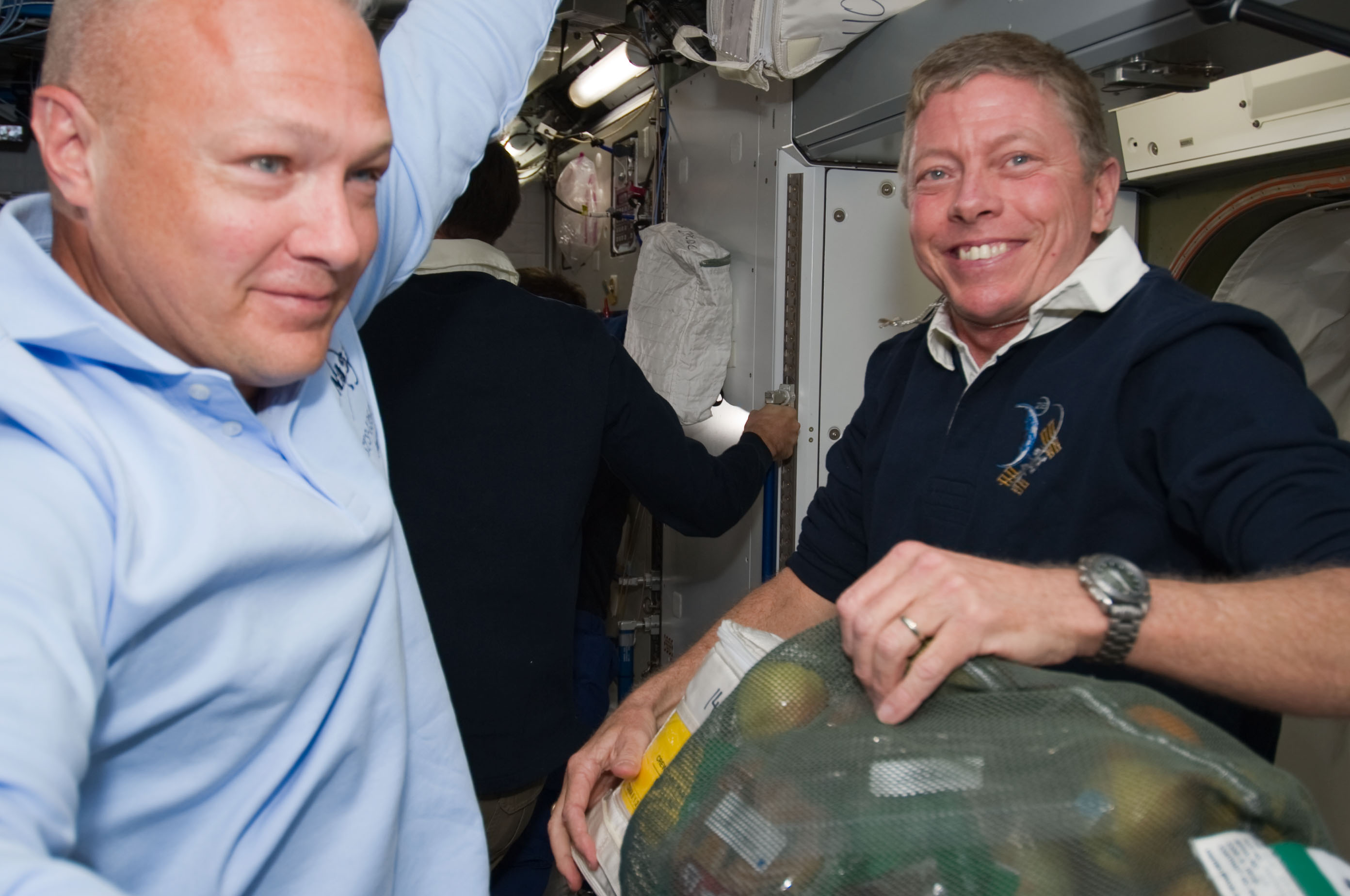
Misja STS-135 – Douglas Hurley (z lewej) i Michael Fossum na pokładzie Międzynarodowej Stacji Kosmicznej

Douglas Gerald Hurley (ur. 21 października 1966 w Endicott w stanie Nowy Jork) – amerykański astronauta, pilot wojskowy, inżynier, pułkownik Korpusu Piechoty Morskiej Stanów Zjednoczonych.

## Wykształcenie i służba wojskowa
- 1985 – ukończył szkołę średnią (Owego Free Academy) w miejscowości Owego w stanie Nowy Jork.
- 1988–1991 – ukończył z wyróżnieniem Tulane University w Nowym Orleanie, otrzymując licencjat w zakresie inżynierii lądowej. Na uczelni uczestniczył w programie przygotowawczym dla oficerów rezerwy Marynarki Wojennej Stanów Zjednoczonych – NROTC (Naval Reserve Officer Training Corps). Po studiach rozpoczął w stopniu podporucznika czynną służbę wojskową w Korpusie Piechoty Morskiej. Ukończył Basic School w bazie piechoty morskiej Quantico w Wirginii, a następnie zaliczył kurs dla oficerów piechoty. Później przeszedł szkolenie lotnicze w bazach na Florydzie i w Teksasie. Ukończył z wyróżnieniem US Navy Pilot Training. Po uzyskaniu w sierpniu 1991 kwalifikacji pilota lotnictwa morskiego (Naval Aviator) otrzymał przydział do 101. myśliwskiej eskadry szkoleniowej (Marine Fighter Attack Training Squadron 101), stacjonującej w bazie piechoty morskiej El Toro w Kalifornii. Opanował tam podstawy pilotażu samolotu F/A-18.
- 1992–1996 – przeniesiono go do 225. eskadry myśliwców szturmowych piechoty morskiej przystosowanych do działań w każdych warunkach pogodowych (Marine Fighter Attack Squadron (All Weather) 225) „Vikings”, stacjonującej w bazie Miramar w aglomeracji San Diego. Podczas służby w tej jednostce przeszedł kolejne rodzaje szkolenia. Ukończył m.in. kursy: instruktorski w zakresie taktyki i uzbrojenia Korpusu Piechoty Morskiej, oraz dla oficerów odpowiadających za bezpieczeństwo lotów w Podyplomowej Szkole Marynarki Wojennej (Naval Postgraduate School) w Monterey. Przez cztery i pół roku był w eskadrze „Vikings” oficerem ds. bezpieczeństwa lotów oraz pilotem-instruktorem.
- 1997–2000 – w grudniu 1997 ukończył Szkołę Pilotów Doświadczalnych Marynarki Wojennej Stanów Zjednoczonych w bazie lotniczej marynarki Patuxent River w stanie Maryland. Następnie rozpoczął służbę w stacjonującej w tej bazie eskadrze doświadczalnej (VX-23 Air Test and Evaluation Squadron 23). Jako pilot doświadczalny uczestniczył w programie prób powietrznych Boeinga F/A-18 E/F Super Hornet. Był pierwszym marine, który pilotował ten typ samolotu. Powołano go także na funkcję oficera operacyjnego eskadry, którą pełnił do czasu przyjęcia do korpusu astronautów NASA.
- Wrzesień 2012 – zakończył czynną służbę wojskową, przechodząc w stan spoczynku.

Jako pilot wylatał ponad 4500 godzin za sterami ponad 25 typów samolotów.

## Praca w NASA i kariera astronauty
- 2000 – 26 lipca został przyjęty do korpusu astronautów NASA (NASA-18(inne języki)) jako kandydat na pilota promu kosmicznego. W sierpniu rozpoczął szkolenie specjalistyczne, w ramach którego m.in. zapoznał się z budową Międzynarodowej Stacji Kosmicznej oraz wahadłowca.
- 2002–2007 – w 2002 zakończył kurs podstawowy, po którym otrzymał przydział do Biura Astronautów NASA, w którym pełnił różne funkcje o charakterze technicznym. Ponadto kierował personelem wspierającym astronautów (Astronaut Support Personnel) podczas misji STS-107 oraz STS-121. Po katastrofie promu Columbia pracował w zespole, który w specjalnym hangarze identyfikował szczątki zniszczonego wahadłowca (Columbia Reconstruction Team).
- 11 lutego 2008 – NASA oficjalnie ogłosiła skład załogi STS-127[1]. Hurley został pilotem tej misji, planowanej pierwotnie na kwiecień 2009.
- 15–31 lipca 2009 – odbył swój pierwszy lot kosmiczny w ramach misji STS-127.
- 14 września 2010 – został wyznaczony na pilota wyprawy STS-135[2].
- 8–21 lipca 2011 – uczestniczył w misji STS-135, realizowanej przez załogę wahadłowca Atlantis. Lotem tym NASA zakończyła program Space Shuttle.
- 9 lipca 2015 – agencja NASA ogłosiła, że Hurley został jednym z czterech astronautów wybranych do szkolenia i przygotowań do testowych lotów na prywatnych statkach kosmicznych firm SpaceX (statek Dragon V2) i Boeing (CST-100 Starliner), budowanych w ramach Commercial Crew Program. Docelowo statki te mają być wykorzystywane przez NASA do transportu astronautów na stację ISS oraz powrotu ze stacji na Ziemię[3].
- 30 maja 2020 – Firma SpaceX,  oraz NASA  realizując Commercial Crew Program wysłała go oraz astronautę Roberta Behnken'a na misję DM-2 do Międzynarodowej Stacji Kosmicznej. Był to pierwszy załogowy lot kapsuły Dragon 2 i pierwszy od 9 lat załogowy lot z terytorium Stanów Zjednoczonych.(ostatnim był lot STS-135 w którym brał udział)

## Życie prywatne
Jest mężem astronautki Karen Nyberg, z którą ma syna.

## Odznaczenia i nagrody
- Naval Aviator Wings
- Defense Superior Service Medal
- Legia Zasługi
- Defense Meritorious Service Medal
- Meritorious Service Medal
- Navy and Marine Corps Commendation Medal – dwukrotnie
- National Defense Service Medal
- NASA Superior Accomplishment Award (2004, 2005, 2006, 2007)
- Universal Astronaut Insignia za lot orbitalny (nr 496) – Stowarzyszenie Uczestników Lotów Kosmicznych (Association of Space Explorers(inne języki))[4]

## Wykaz lotów
| Loty kosmiczne, w których uczestniczył Douglas G. Hurley                                | Loty kosmiczne, w których uczestniczył Douglas G. Hurley | Loty kosmiczne, w których uczestniczył Douglas G. Hurley | Loty kosmiczne, w których uczestniczył Douglas G. Hurley | Loty kosmiczne, w których uczestniczył Douglas G. Hurley | Loty kosmiczne, w których uczestniczył Douglas G. Hurley | Loty kosmiczne, w których uczestniczył Douglas G. Hurley | Loty kosmiczne, w których uczestniczył Douglas G. Hurley |
| Nr                                                                                      | Misja                                                    | Data startu                                              | Data lądowania                                           | Statek kosmiczny                                         | Funkcja                                                  | Czas trwania                                             |                                                          |
| --------------------------------------------------------------------------------------- | -------------------------------------------------------- | -------------------------------------------------------- | -------------------------------------------------------- | -------------------------------------------------------- | -------------------------------------------------------- | -------------------------------------------------------- | -------------------------------------------------------- |
| 1                                                                                       | STS-127                                                  | 15 lipca 2009                                            | 31 lipca 2009                                            | Endeavour (F-23)                                         | Pilot wahadłowca                                         | 15 dni, 16 godzin, 44 minuty i 58 sekund                 |                                                          |
| 2                                                                                       | STS-135                                                  | 8 lipca 2011                                             | 21 lipca 2011                                            | Atlantis(F-33)                                           | Pilot wahadłowca                                         | 12 dni, 18 godzin, 27 minut i 50 sekund                  |                                                          |
| 3                                                                                       | SpaceX DM-2                                              | 30 maja 2020                                             | 2 sierpnia 2020                                          | Crew Dragon (Endeavour) na rakiecie Falcon 9             | Dowódca statku                                           | 63 dni, 23 godziny, 25 minut i 21 sekund                 |                                                          |
| Łączny czas spędzony podczas misji kosmicznych – 92 dni, 10 godzin, 38 minut i 9 sekund |                                                          |                                                          |                                                          |                                                          |                                                          |                                                          |                                                          |